# 萨雷阔勒岭
萨雷阔勒岭（Sarïkol，或译作“色勒库尔山脉”）是位于塔吉克斯坦戈尔诺-巴达赫尚自治州和中华人民共和国新疆维吾尔自治区塔什库尔干塔吉克自治县之间的边界山脉。位于帕米尔高原东部，与东面的喀什（即穆斯塔-阿塔）山脉平行。北起玛尔坎苏河河谷，南至贝克山口，全长215英里（350千米）。平均海拔约16500英尺（5000米），利亚维尔基尔山（Лявирдыр）为最高点，海拔20837英尺。这一带的中国塔吉克族使用的帕米尔语言被称作色勒库尔语或者“色勒库尔塔吉克语”。